# Парвиль, Анри де
Анри де Парвиль (настоящее имя Франсуа Анри Пёдефер; 27 января 1838, Эврё — 11 июля 1909, Булонь-Бийанкур) — французский журналист, историк науки и её популяризатор.

## Биография
Работал главным редактором статей научной тематики в журнале «Journal Officiel» и главным редактором журнала «La Nature». За свою жизнь опубликовал множество статей научной тематики в журналах «La Nature», «La Science illustrée», «la Revue scientifique» и «Journal des débats». Сотрудничал также с изданием «Annales». Уже в возрасте 30 лет стал кавалером Ордена Почётного легиона, а в 1900 году — его офицером.
Его статьи, посвящённые популяризированию научных вопросов (в журналах «Constitutionnel», «Moniteur», «Journal des Débats»), вышли отдельными сборниками: «Causeries scientifiques» (1861—1890) и «L’electricite el ses applications» (1882). В 1864—1865 годах по предложению Жюля Верна он написал научно-фантастический роман «Житель планеты Марс», печатавшийся частями и в середине XIX века пользовавшийся большой популярностью; эта книга в 1868 году была переведена на испанский и в 1878 году на итальянский язык. В 1874 году некоторые его научно-популярные статьи были переведены на испанский и опубликованы в издании «Revista Europea de Madrid», раздел «Crónica Científica».
Ныне французская Академия наук каждые четыре года вручает премию его имени за лучшую книгу по истории науки.